# Challenger de Bangalore 2024
El torneo Bengaluru Open 2024 fue un torneo de tenis perteneció al ATP Challenger Tour 2024 en la categoría Challenger 100. Se trató de la 7ª edición; el torneo tuvo lugar en la ciudad de Bangalore (India), desde el 12 hasta el 18 de febrero de 2024 sobre pista dura al aire libre.

## Jugadores participantes del cuadro de individuales
| Favorito | País                     | Jugador            | Rank1 | Posición en el torneo |
| -------- | ------------------------ | ------------------ | ----- | --------------------- |
| 1        | Bandera de Italia        | Luca Nardi         | 114   | Segunda ronda         |
| 2        | Bandera de la India      | Sumit Nagal        | 121   | Semifinales           |
| 3        | Bandera de Croacia       | Duje Ajduković     | 125   | Primera ronda         |
| 4        | Bandera de Francia       | Benjamin Bonzi     | 126   | Segunda ronda         |
| 5        | Bandera de Australia     | Adam Walton        | 180   | Cuartos de final      |
| 6        | Bandera de Francia       | Ugo Blanchet       | 205   | Baja                  |
| 7        | Bandera de Italia        | Stefano Napolitano | 214   | CAMPEÓN               |
| 8        | Bandera de España        | Oriol Roca Batalla | 216   | Semifinales           |
| 9        | Bandera de Corea del Sur | Seong-chan Hong    | 223   | FINAL                 |

- 1 Se ha tomado en cuenta el ranking del 5 de febrero de 2024.

### Otros participantes
Los siguientes jugadores recibieron una invitación (wild card), por lo tanto ingresan directamente al cuadro principal (WC):
- S D Prajwal Dev
- Ramkumar Ramanathan
- Vasek Pospisil

Los siguientes jugadores ingresan al cuadro principal tras disputar el cuadro clasificatorio (Q):
- Raphaël Collignon
- Bernard Tomic
- Chun-hsin Tseng
- Eric Vanshelboim
- Samuel Vincent Ruggeri
- Oleg Prihodko

## Campeones

### Individual Masculino
- Stefano Napolitano derrotó en la final a  Seong-chan Hong por 4–6, 6–3, 6–3

### Dobles Masculino
- Saketh Myneni /  Ramkumar Ramanathan derrotaron en la final a  Constantin Bittoun Kouzmine /  Maxime Janvier por 6–3, 6–4